# أوغل (كاني سور)
أوغل (بالفارسية: اوغل) هي قرية تقع في إيران في قسم کاني سور الريفي. يقدر عدد سكانها بـ 388 نسمة بحسب إحصاء 2016.